# Фаррелл, Джуди
Джуди Фаррелл (англ. Judy Farrell, урождённая Хейден (англ. Hayden, 11 мая 1938 или 1 марта 1938, Куапо, Оклахома — 2 апреля 2023, Лос-Анджелес, Калифорния) — американская актриса, наиболее известная по роли медсестры Эйбл в комедийном телесериале M*A*S*H. Она исполнила небольшие роли в нескольких других телесериалах, а позже написала 13 серий для мыльной оперы «Порт Чарльз».

## Жизнь и карьера
Джуди Хейден родилась и выросла в городе Куапо, штат Оклахома, США. Она окончила Университет штата Оклахома со степенью изящных искусств в области театра.
Во время учёбы в магистратуре Калифорнийского университета в Лос-Анджелесе в 1961 году она познакомилась с актёром Майком Фарреллом. Она работала учителем английского языка и драмы в средней школе Лагуна-Бич в Лагуна-Бич, Калифорния. В августе 1963 года она вышла замуж за Фаррелла, от которого впоследствии родила двоих детей, Эрин и Майкла. В 1960-х они с Фарреллом вместе выступали в Laguna Playhouse. Они развелись в начале 1980-х годов.
Брак Фарреллов был включён в сценарий одного из эпизодов M*A*S*H: в эпизоде «Лошадь полковника» персонаж Майка Би Джей Ханникатт сказал, что его жена Пег (которую играет Кэтрин Бергстром в двух появлениях на экране и нескольких фотографиях) была из родного города Джуди Куапо, и что её отца звали Флойд Хейден. Его дочь в сериале также звали Эрин, как его настоящую дочь.
Умерла от осложнений инсульта 2 апреля 2023 года в возрасте 84 лет.